# Anthony Hill (Squashspieler)
Anthony James Hill (* 9. Juni 1969 in Melbourne) ist ein ehemaliger australischer Squashspieler, der im Jahr 1999 auf Position fünf der Weltrangliste stand.

## Karriere
Seine Profikarriere begann der Rechtshänder nach dem Erreichen des Finales der Junioren-Weltmeisterschaft im Jahr 1988. Er zog bereits im Jahr 1989 in die Top Ten der Herren ein, aus der er bis zu seinem Karriereende als Spieler nicht mehr hinausfiel. Seine größten Erfolge erreichte er 1995 mit dem Erreichen des Weltmeisterschafts-Halbfinals in Zypern sowie des Weltmeisterschafts-Halbfinals mit der australischen Nationalmannschaft im Mannschaftswettbewerb 1999 in Kairo. Seine Spielweise galt als sehr offensiv und risikofreudig. Während seiner aktiven Zeit war er zwei Jahre lang von der WSF wegen Tätlichkeiten und Beleidigungen gesperrt worden. 2001 beendete er seine Karriere.
Anthony Hill wohnt seit seinem Karriereende zusammen mit seiner Frau Leila und ihrem gemeinsamen Kind in Kairo. Hill konvertierte zum Islam.